# أوله ريتر
أوله ريتر (بالدنماركية: Ole Ritter)‏ مواليد 29 أغسطس 1941 في الدنمارك، هي دراج دانمركية سابقة. سبق أن شاركت في دورة الألعاب الأولمبية الصيفية.

## سجل النتائج

### سباقات أو مراحل فازت بها
- طواف إيطاليا

## الميداليات
| الميدالية | المسابقة                                    |
| --------- | ------------------------------------------- |
| فضية      | بطولة العالم لسباق الدراجات على الطريق 1962 |
| فضية      | بطولة العالم لسباق الدراجات على الطريق 1962 |

## روابط خارجية
- أوله ريتر على موقع IMDb (الإنجليزية)
- أوله ريتر على موقع قاعدة بيانات الفيلم (الإنجليزية)

- أوله ريتر على موقع أرشيف الدراجات (الإنجليزية)
- أوله ريتر على موقع إحصائيات الدراجات الإحترافية (الإنجليزية)
- أوله ريتر على موقع CycleBase (الإنجليزية)
- أوله ريتر على موقع أوليمبيديا (الإنجليزية)
- أوله ريتر  على موقع SportsReference  - سبورتس رفرنس